# Stazione meteorologica di San Giuseppe Jato
La stazione meteorologica di San Giuseppe Jato è la stazione meteorologica di riferimento relativa alla località di San Giuseppe Jato.

## Coordinate geografiche
La stazione meteo si trova nell'Italia insulare, in Sicilia, in provincia di Palermo, nel comune di San Giuseppe Jato, a 450 metri s.l.m. e alle coordinate geografiche 37°58′N 13°11′E.

## Dati climatologici
In base alla media trentennale di riferimento 1961-1990, la temperatura media del mese più freddo, gennaio, si attesta a +8,5 °C; quella del mese più caldo, agosto, è di +25,7 °C .
| San Giuseppe Jato  | Mesi | Mesi | Mesi | Mesi | Mesi | Mesi | Mesi | Mesi | Mesi | Mesi | Mesi | Mesi | Stagioni | Stagioni | Stagioni | Stagioni | Anno |
| San Giuseppe Jato  | Gen  | Feb  | Mar  | Apr  | Mag  | Giu  | Lug  | Ago  | Set  | Ott  | Nov  | Dic  | Inv      | Pri      | Est      | Aut      | Anno |
| ------------------ | ---- | ---- | ---- | ---- | ---- | ---- | ---- | ---- | ---- | ---- | ---- | ---- | -------- | -------- | -------- | -------- | ---- |
| T. max. media (°C) | 11,9 | 12,6 | 15,1 | 18,4 | 23,2 | 28,2 | 31,1 | 31,2 | 27,4 | 22,3 | 17,2 | 13,5 | 12,7     | 18,9     | 30,2     | 22,3     | 21,0 |
| T. min. media (°C) | 5,1  | 5,2  | 6,5  | 8,9  | 12,8 | 17,1 | 19,9 | 20,1 | 17,6 | 13,6 | 10,0 | 6,9  | 5,7      | 9,4      | 19,0     | 13,7     | 12,0 |